# Landtagswahlkreis Imst
Der Wahlkreis Imst (Wahlkreis 3) ist ein Wahlkreis in Tirol, der den politischen Bezirk Imst umfasst. Bei der Landtagswahl 2013 waren im Wahlkreis Imst 42.960 Personen wahlberechtigt, wobei bei der Wahl die Österreichische Volkspartei (ÖVP) mit 48,73 % als stärkste Partei hervorging. Die ÖVP hält seit der Landtagswahl das einzig Grundmandat im Wahlkreis Imst.

## Wahlergebnisse
| Landtagswahlen im Landtagswahlkreis Imst | Landtagswahlen im Landtagswahlkreis Imst | Landtagswahlen im Landtagswahlkreis Imst | Landtagswahlen im Landtagswahlkreis Imst | Landtagswahlen im Landtagswahlkreis Imst | Landtagswahlen im Landtagswahlkreis Imst | Landtagswahlen im Landtagswahlkreis Imst | Landtagswahlen im Landtagswahlkreis Imst | Landtagswahlen im Landtagswahlkreis Imst | Landtagswahlen im Landtagswahlkreis Imst |
| ---------------------------------------- | ---------------------------------------- | ---------------------------------------- | ---------------------------------------- | ---------------------------------------- | ---------------------------------------- | ---------------------------------------- | ---------------------------------------- | ---------------------------------------- | ---------------------------------------- |
| Wahltermin                               | GM                                       |                                          | ÖVP                                      | SPÖ                                      | FPÖ                                      | GRÜNE                                    | FRITZ                                    | Sonstige                                 |                                          |
| 13. März 1994                            |                                          | Stimmenanteile (%)                       | 60,58                                    | 14,42                                    | 12,69                                    | 8,06                                     | -                                        | 4,25                                     |                                          |
| 13. März 1994                            | 3                                        | Grundmandate                             | 2                                        | 0                                        | 0                                        | 0                                        | -                                        | 0                                        |                                          |
| 7. März 1999                             |                                          | Stimmenanteile (%)                       | 59,44                                    | 17,84                                    | 15,31                                    | 4,91                                     | -                                        | 2,51                                     |                                          |
| 7. März 1999                             | 3                                        | Grundmandate                             | 2                                        | 0                                        | 0                                        | 0                                        | -                                        | 0                                        |                                          |
| 28. September 2003                       |                                          | Stimmenanteile (%)                       | 61,92                                    | 22,23                                    | 6,33                                     | 9,51                                     | -                                        | -                                        |                                          |
| 28. September 2003                       | 3                                        | Grundmandate                             | 1                                        | 0                                        | 0                                        | 0                                        | -                                        | -                                        |                                          |
| 8. Juni 2008                             |                                          | Stimmenanteile (%)                       | 48,29                                    | 16,38                                    | 10,82                                    | 7,45                                     | 14,35                                    | 2,71                                     |                                          |
| 8. Juni 2008                             | 3                                        | Grundmandate                             | 1                                        | 0                                        | 0                                        | 0                                        | 0                                        | 0                                        |                                          |
| 28. April 2013                           |                                          | Stimmenanteile (%)                       | 48,73                                    | 15,61                                    | 6,96                                     | 7,49                                     | 5,44                                     | 15,32                                    |                                          |
| 28. April 2013                           | 3                                        | Grundmandate                             | 1                                        | 0                                        | 0                                        | 0                                        | 0                                        | 0                                        |                                          |
| 25. Februar 2018                         |                                          | Stimmenanteile (%)                       | 53,06                                    | 12,41                                    | 14,83                                    | 7,76                                     | 5,05                                     | 6,88                                     |                                          |
| 25. Februar 2018                         | 3                                        | Grundmandate                             | 1                                        | 0                                        | 0                                        | 0                                        | 0                                        | 0                                        |                                          |
| 25. September 2022                       |                                          | Stimmenanteile (%)                       | 38,64                                    | 17,02                                    | 20,47                                    | 6,29                                     | 8,16                                     | 9,42                                     |                                          |
| 25. September 2022                       | 3                                        | Grundmandate                             | 1                                        | 0                                        | 0                                        | 0                                        | 0                                        | 0                                        |                                          |